# John Einar Åberg
John Einar Åberg (* 11. März 1908 in Stockholm; † 16. Januar 1999 ebenda) war ein schwedischer Schriftsteller und Drehbuchautor.

## Leben
Åberg wurde als ältestes von zehn Kindern in Stockholm geboren. Sein Vater übernahm ein Unternehmen, das jedoch bald in Konkurs ging. Die Familie zog nach Varberg, wo John Einar Åberg aufwuchs. Später kehrte er nach Stockholm zurück, wo er viele Jahre als Bankangestellter arbeitete. Gegen Ende seines Lebens wohnte er in Hägersten.
Åberg debütierte 1942 mit Vidar Odensson. Er schrieb neben Prosa auch Gedichte, die posthum in Stenbrotten veröffentlicht wurden. Engel – gibt's die?, 1962 auch in deutscher Übersetzung erschienen, wurde 1961 verfilmt. Die Sommerkomödie erzählt die Liebesgeschichte eines jungen Bankangestellten, dem es auf ungewöhnliche Weise gelingt, sich Informationen über interessante Aktiengeschäfte zu verschaffen.

## Werke
- Vidar Odensson, 1942
- Omar: en ohistorisk berättelse, 1944
- Sommaren som inte kom bort, 1952
- Engel – gibt's die?, 1962 (schwedisch: Änglar finns dom, pappa?, 1955)
- Isvandring, 1960
- Mörkret, 1964
- Efter kommer prästen, 1966
- Inrikesministern, 1968 (1970 als Ministern erschienen)
- Prinsessan och kungariket, 1971
- Röster, 1974
- Porträtt av en bracka, 1984
- Stenbrotten: dikter och dagboksblad, 2006

### Verfilmungen
- Änglar, finns dom?, 1961 (mit Jarl Kulle)
- Ministern, 1970 (mit Jarl Kulle)